# ナガワ
株式会社ナガワは、東京都千代田区丸の内に本社を置く日本の企業。モジュール建築・システム建築の製造やユニットハウス「スーパーハウス」（商標）の製造・賃貸で知られる。
代表取締役会長は髙橋修、代表取締役社長は新村亮。社団法人プレハブ建築協会正会員。

## 概要
北海道伊達市長和町に1966年7月に設立された株式会社長和石油が起源。
1974年より「スーパーハウス」の商品名でユニットハウスの製造などに着手、その後1982年にスーパーハウスは商標登録された。
社会的貢献活動として、阪神・淡路大震災や新潟県中越地震、東日本大震災などの災害においては、仮設住宅を提供している。
商品はほかにモジュール建築、システム建築、ユニット工法住宅、危険物保管庫など。

## 沿革
- 1966年 - 高橋勲が北海道伊達市に株式会社長和石油設立。
- 1978年 - 株式会社ナガワへ商号改称。
- 1981年 - 株式会社関東スーパーハウス設立。
- 1988年 - 埼玉ナガワ吸収合併。
- 1991年 - 株式を店頭公開（後のJASDAQ上場）。
- 1994年 - 田中俊英が代表取締役社長に就任。
- 1998年 - 株式会社トータルサービス吸収合併。
- 2000年 - 高橋宣夫が代表取締役社長に就任。
- 2004年 - 高橋修が代表取締役社長に就任。
- 2007年 - 株式会社ナガワ建販吸収合併、本社機能をさいたま市大宮区に移転。
- 2009年 - 住重ナカミチハウス株式会社より事業譲渡。
- 2010年 - ブラジルに現地法人 NAGAWA DO BRASIL をサンパウロ市に設立。
- 2012年 - インドネシアに現地法人、PT.NAGAWA INDONESIA INTERNATIONALをジャカルタ市に設立。タイに現地法人 NAGAWA(THAILAND)をサムットプラカーン県に設立。
- 2013年 - 株式会社建販より備品事業譲渡。
- 2014年 - 東京都千代田区丸の内の永楽ビル22階に本社機能を移転。
- 2015年 - 東京都千代田区丸の内に本店移転。
- 2015年 - 東京証券取引所市場第一部へ市場変更。
- 2015年 - 一般社団法人日本経済団体連合会入会。
- 2016年 - 創業50周年。
- 2018年 - タイ王国のOY CORPORATION LTD.の株式を取得し、NAGAWA OY CONSTRUCTION Co.,Ltd.を設立。
- 2018年 - 学生への奨学支援や研究活動への助成等を目的とした、一般財団法人ナガワひまわり財団 を設立。
- 2020年 - 埼玉県加須市の鳥海建工株式会社の全株式を取得し、子会社化。
- 2021年 - 2021年3月末日基準分から、株主優待制度を大幅拡充。
- 2021年 - 一般財団法人ナガワひまわり財団が公益財団法人に認定され、公益財団法人ナガワひまわり財団となる。
- 2021年 - 埼玉県加須市の鳥海建工株式会社と、経営統合。
- 2021年 - 上場30周年。
- 2022年 - 東証プライム上場。
- 2023年 - 高橋修が代表取締役会長に、新村亮が代表取締役社長に就任。
- 2024年 - 能登半島地震の復興支援として応急仮設住宅を供給。
- 2024年 - 生産能力拡大のため、結城工場を全面建て替え。全自動溶接ロボットを導入。

## 社名の由来
創業の地の北海道伊達市長和町（ながわちょう）が由来

## 提供番組
- がっちりマンデー!!（TBS、2022年10月 - )
- 朝だ!生です旅サラダ（ABCテレビ、2020年10月 -、フジテレビの奇跡体験!アンビリバボーから引き継いだ。）
- ゴルフ交遊抄 (BSテレ東)

### 過去の提供番組
- 奇跡体験!アンビリバボー（フジテレビ系列、2019年10月 - 2020年9月）
- 日経スペシャル ガイアの夜明け（テレビ東京、2020年10月 -2023年3月）